# Onemen
Zaljev Onemen (rus. Залив Онемен, Zaliv Onmen; čukčijski: Onmyn) je zaljev Anadirskog zaljeva u Beringovom moru. Administrativno pripada Anadirskom rajonu Čukotskog autonomnog okruga, Rusija. Na obalama zaljeva nema naselja osim Tavayvaama na istočnom kraju. Anadyr se nalazi na istoku, iza područja ušća.

## Geografija
Zaljev leži na obalama Anadirske nizine, s ušćem rijeke Anadir na zapadu, Anadirskim limanom na istoku i Kančalanskim zaljevom, malim estuarskim dijelom ušća rijeke Kančalan, na sjevernom dijelu istočnog kraja. Rijeka Velikaja ima ušće na južnoj obali zaljeva.